# Pājeyān
Pājeyān (persiska: پاچيان, پاجيان, Pāchīān) är en ort i Iran.   Den ligger i provinsen Qom, i den centrala delen av landet, 130 km sydväst om huvudstaden Teheran. Pājeyān ligger 935 meter över havet och antalet invånare är 351.
Terrängen runt Pājeyān är platt.Runt Pājeyān är det ganska tätbefolkat, med 100 invånare per kvadratkilometer. Närmaste större samhälle är Pestakān, 2,7 km väster om Pājeyān. Trakten runt Pājeyān är ofruktbar med lite eller ingen växtlighet.